# ارتداد (فيزياء)

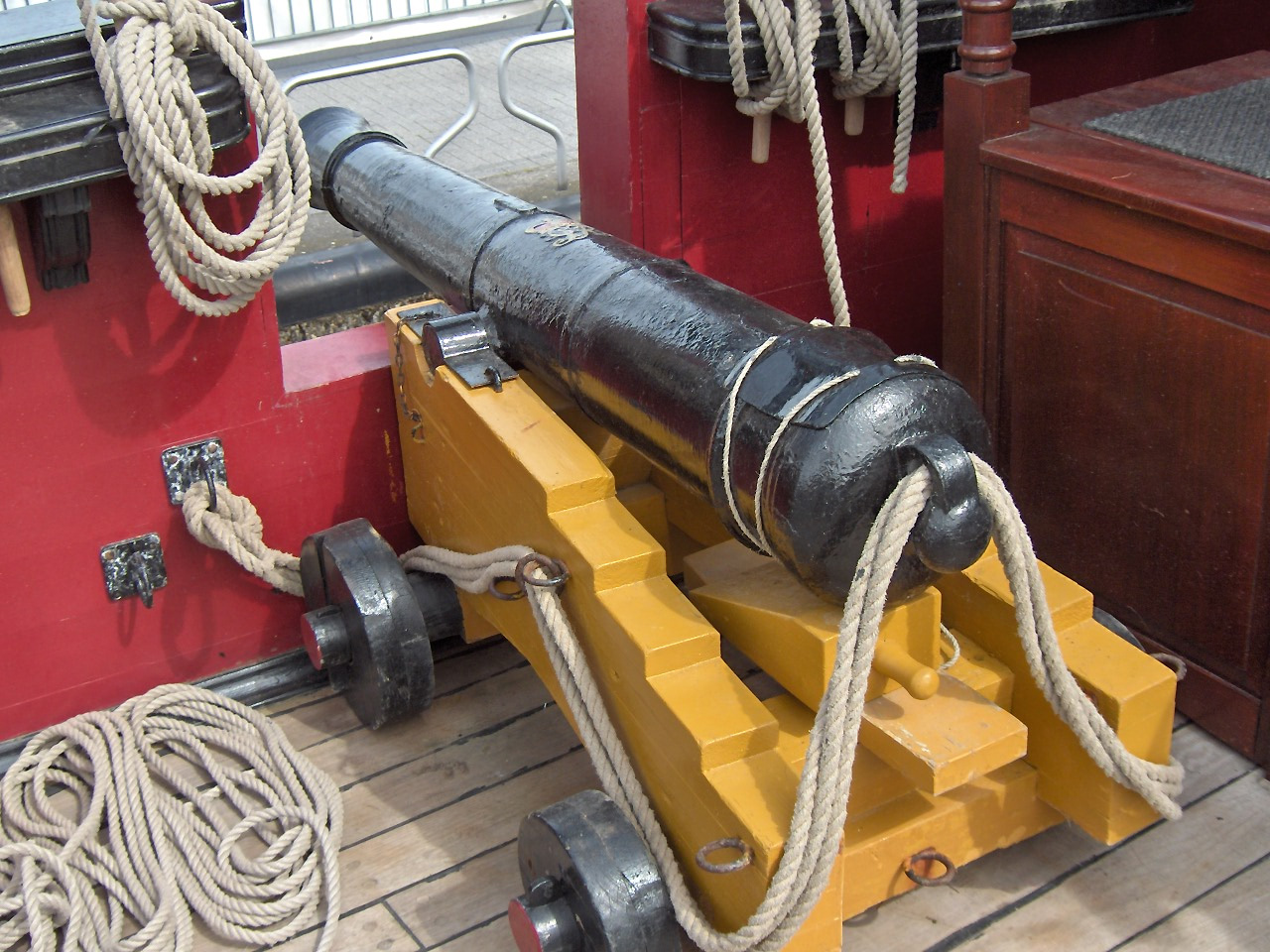
مدفع قديم كانت تستعمله البحرية ، وهو يرتد مسافة قليلة عند اطلاقه.

ارتداد في الفيزياء وعلم الحركة (بالإنجليزية :recoil) ردة عكسية تحدث مثلا للمدفع عند انطلاق القذيفة، أو الردة العكسية للمسدس عند أطلاق الرصاصة. ويكون اتجاه الحركة في عكس اتجاه انطلاق القذيفة وتسريعها.
تحدث تلك الظاهرة في حياتنا اليومية كثيرا حيث أن لكل فعل ردة فعل مساوية له في المقدار ومعاكس له في الاتجاه. فعندما نلعب البلياردو نلاحظ ردة الفعل على كرة البلياردو، كذلك يحدث ذلك للذرات والجزئيئات في الغازات وفي الحالة السائلة والحالة الصلبة. وعندما تطلق نواة ذرة اليورانيوم جسيم ألفا بسبب نشاط اليورانيوم الإشعاعي فإن النواة تعاني ردة عكسية أي بعكس اتجاه انطلاق جسيم ألفا الخارج منها.

## ردة البندقية عند اطلاقها
للردة في الفيزياء زخم الحركة {\displaystyle p_{R}} ويكون زخم حركة البندقية عن إطلاق القذيفة مساويا لزخم حركة القذيفة وزخم الغاز المندفع مع القذيفة طبقا لقانون انحفاظ الزخم الخطي. ويسب زخم القذيفة بأنه خاصل ضرب كتلة القذيفة {\displaystyle m_{G}} في سرعة القذيفة
{\displaystyle v_{0}} عنجد فوهة البندقية، أي أن :

{\displaystyle p_{R}=m_{G}\cdot v_{0}}
ويصعب حساب زخم الغاز المنطلق (البارود) من البندقية ولكن يمكن تعيينه عمليا. ولحساب زخم البارود بالتقريب فيمكن إضافة نصف كمية البارود إلى كتلة القذيفة.
سرعة ارتداد البندقية
{\displaystyle v_{R}}
يمكن حسابها بتطبيق قانون انحفاظ الزخم الخطي من حاصل ضرب كتلة القذيفة
{\displaystyle m_{G}}
في سرعتها عند الانطلاق
{\displaystyle v_{0}} والنسبة بين كتلة البندقية إلى كتلة القذيفة:
{\displaystyle v_{R}={\frac {m_{G}\cdot v_{0}}{m_{W}}}}

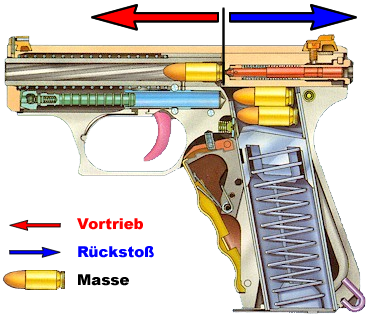
اطلاق الرصاصة وارتداد المسدس.

ويمكننا حساب طاقة حركة القذيفة والغاز المنطلق من البندقية المعتمدة على سرعة الانطلاق، وتعيين طاقة ارتداد البندقية باستخدام النسبة بين كتلة القذيفة والغاز إلى كتلة البندقة نفسها.
يمكن حساب طاقة حركة الارتداد
{\displaystyle W_{R}} :
{\displaystyle W_{R}={\frac {m_{W}\cdot v_{R}^{2}}{2}}}
ومنها نستنتج أنه كلما صغرت كتلة القذيفة التي تنطلق بسرعة معينة من البندقية كلما صغرت طاقة ارتداد البندقية.
ويمكننا معرفة قوة الارتداد
{\displaystyle F_{R}}
فهي تعادل قوة التسريع {\displaystyle F_{B}} التي تؤثر على القذيفة والغاز المنطلق. وقوة التسريع هي حاصل ضرب كتلة القذيفة
{\displaystyle m_{G}} وعجلة التسريع
{\displaystyle a}:
{\displaystyle F_{R}=F_{B}=m_{G}\cdot a}
ويمكننا حساب تسريع القذيفة بمعرفة سرعة خروجها من فوهة البندقية {\displaystyle v_{0}} وطول اسطوانة البندقية {\displaystyle s}:

{\displaystyle a={\frac {v_{0}^{2}}{2\cdot s}}}
يتسبب ضغط الغاز الناتج عن البارود في توليد قوة الارتداد. وتؤثر تلك القوة لمدة قصيرة على البندقية حيث يعتمد تغير مسيرة قوة الارتداد على تغير ضغط الغاز بعد اشتعال البارود في ماسورة البندقية.

## استخدام الارتداد للدفع النفاث
تستخدم قوة الارتداد في دفع المحرك النفاث والمحرك الصاروخي حيث يخرج الغاز الساخن بضغط عالي إلى الخلف دافعا الطائرة النفاثة أو الصاروخ إلى الأمام. وتحسب قوة الارتداد {\displaystyle F_{R}} كحاصل ضرب معدل حرق الوقود في النفاثة ({\displaystyle {\dot {m}}_{l}}) في سرعة خروج الغاز (v).
{\displaystyle F_{R}={\dot {m}}_{l}\cdot v}

## الارتداد في الفيزياء الذرية والفيزياء النووية وفيزياء الجسيمات
قوانين انحفاظ الزخم الخطي وبقاء الطاقة تنطبق على النظم الفيزيائية التي تصفها ميكانيكا الكم كما أنها تنطبق على نظم الميكانيكا التقليدية المعروفة في علم الحركة.
فعلى سبيل المثال عندما تصدر نواة ذرية شعاع غاما فلا ينطلق الشعاع أو الفوتون حاملا كل الطاقة المتحررة من النواة وإنما يتسبب جزء من تلك الطاقة في تحريك النواة في الاتجاه العكسي لانطلاق الشعاع (أنظر تأثير موسباور).
تستغل ارتداد الجسيمات عند تصادمها أيضا في تصنيع عدادات النيوترونات.فمثلا من الصعب قياس النيوترون بواسطة غرفة تأين لأن النيوترون متعادل كهربيا ولا يحدث تأين في غاز العداد ونتحايل على ذلك بالسماح للنيوترونات التصادم مع مادة تحتوي على الهيدروجين فعند تصادم النيوترون بذرة هيدروجين يرترد بروتون من التصادم، ونظرا لأن البروتون ذو شحنة موجبة فهو يسبب تأين الوسط وبذلك يمكن قياس النيوترون الذي دخل المكشاف وكذلك قياس طاقة حركته بطريقة غير مباشرة (أنظر عداد نيوترونات).

## ارتداد عند الجري والقفز
عضلات جسم الإنسان والحيوان مرة وهي تعمل بتقلصها ثم انفرادها، فعند القفز مثلا يدفع الإنسان الأرض بقدمه إلى الخلف فيندفع إلى الأمام أو عاليا. هذا من الارتداد. كذلك عندما يوجه الملاكم لكمة إلى رأس غريمه فإنها ترتد بشدة وقد تصيبه بالضربة القاضية.